# Proechimys decumanus
Proechimys decumanus es una especie de roedor de la familia Echimyidae.

## Distribución geográfica
Se encuentra en Ecuador y Perú.